# Gefallenendenkmal 1866 (Winkels)

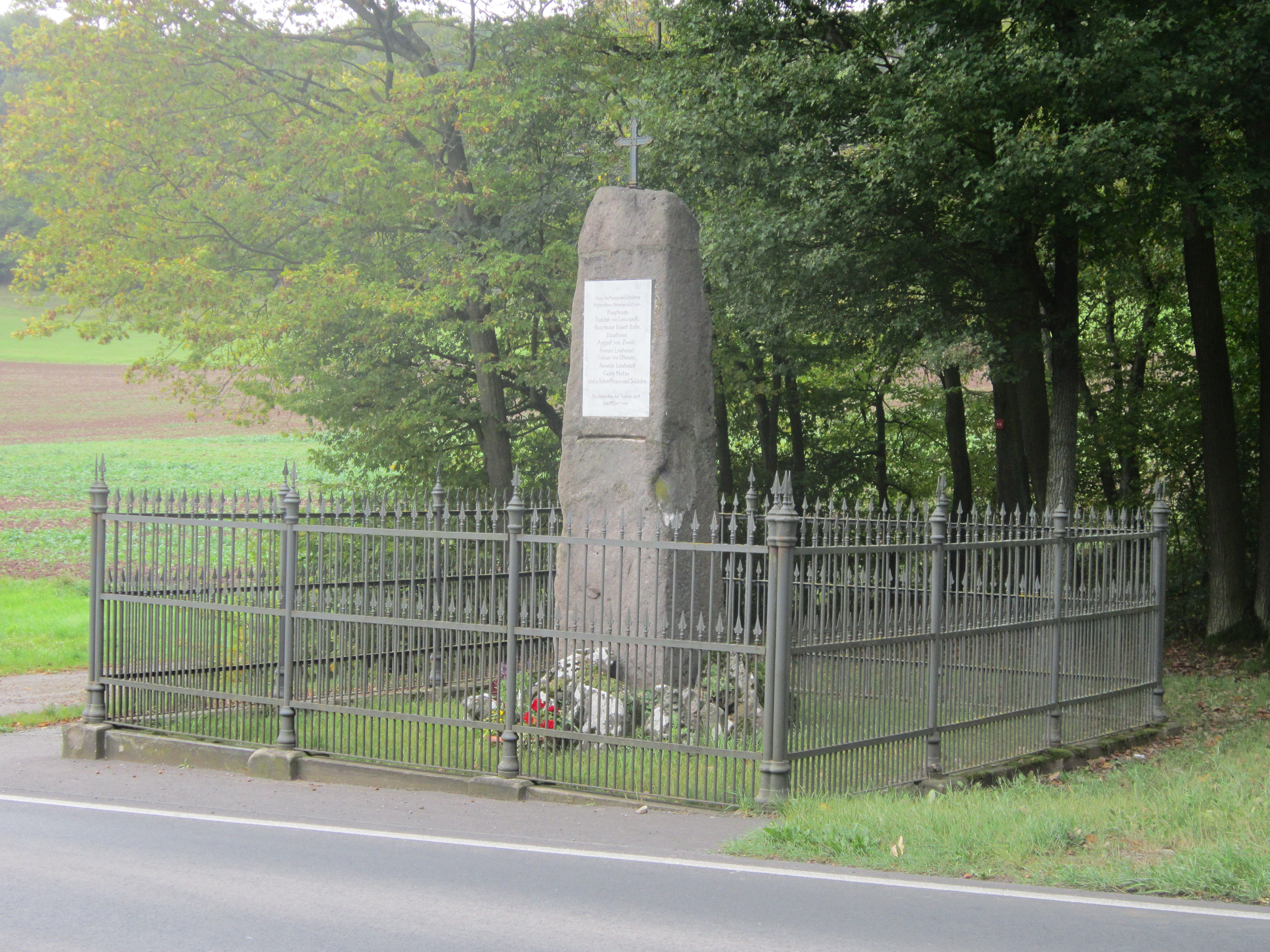
Das Gefallenendenkmal am Winkelser Ortsausgang für den Deutschen Krieg von 1866

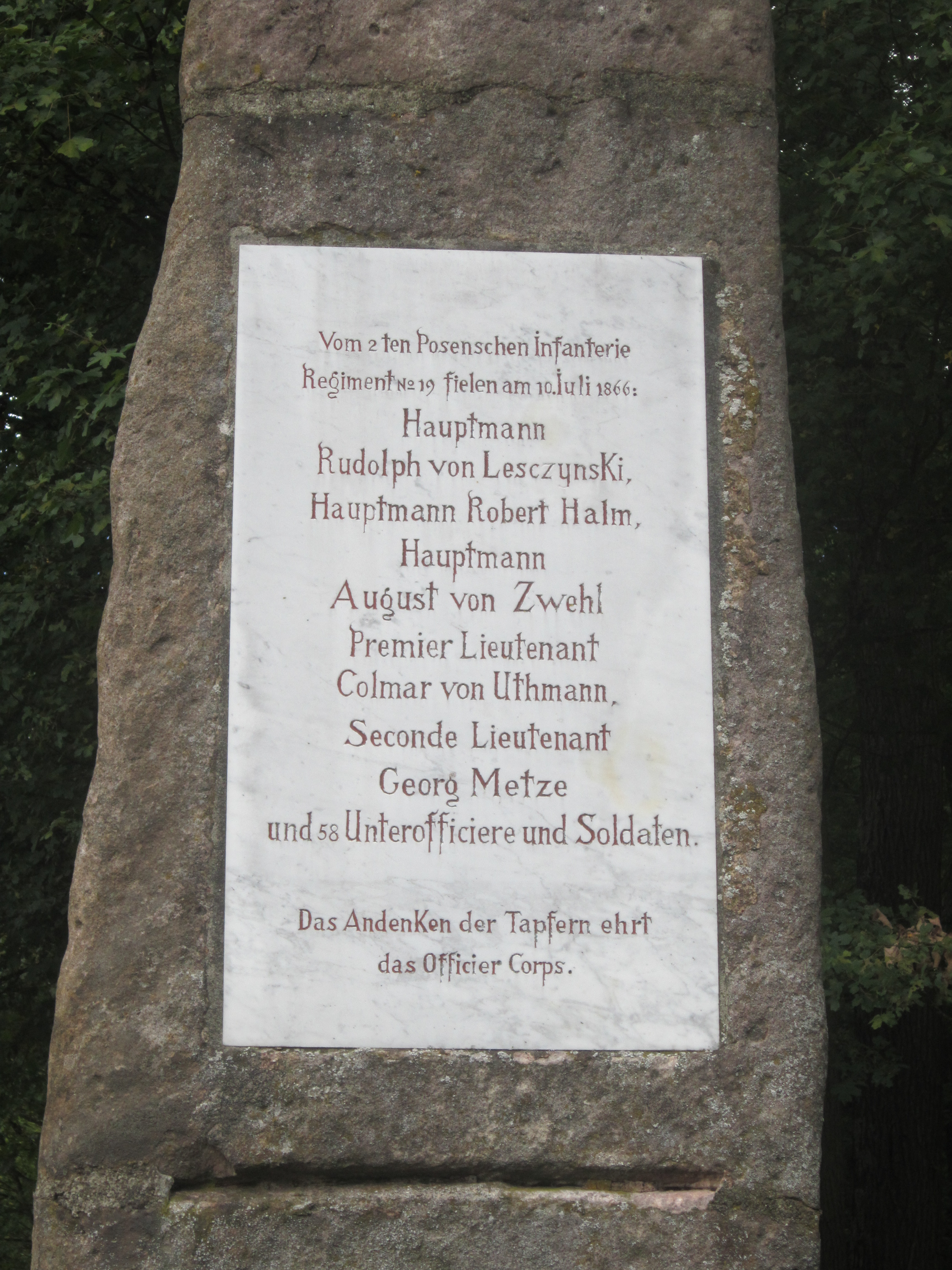
Inschrift am Gefallenendenkmal

Das Grabdenkmal in Winkels erinnert als Gefallenendenkmal an die im Deutschen Krieg 1866 auf dem Schlachtfeld bei Bad Kissingen gefallenen Soldaten des 2. Posenschen Infanterie-Regimentes Nr. 19.
Das Denkmal befindet sich nahe dem Ortsausgang von Winkels in Richtung der Nachbargemeinde Nüdlingen. Es gehört zu den Bad Kissinger Baudenkmälern und ist unter der Nummer D-6-72-114-392 in der Bayerischen Denkmalliste registriert.

## Geschichte
Kurz nach dem Deutschen Krieg setzte sich ein preußischer Kissinger Kurgast für ein Massengrab für die gefallenen Soldaten des in Görlitz und Lauban in Schlesien stationierten Infanterie-Regiments ein. Der Bezirksamtmann nahm diesbezüglich Kontakt mit der Gemeinde Winkels auf und schlug vor, dass Winkels gegen eine Spende von 25 Gulden für die Winkelser Armenkasse die Pflege des Grabes übernehmen sollte. An den Jahrestagen der Schlacht sollte ein Mooskranz am Grab, das vom Ortsvorsteher gepflegt werden sollte, niedergelegt werden; beides sollte mit den Zinsen in Höhe von 30 Kreuzern finanziert werden.
Am 28. September 1866 wurden dem Kissinger Bildhauer Michael Arnold 50 Gulden „für einen provisorischen Gedenkstein“ überwiesen. Auch der königlich preußische Wachtmeister von Rex aus dem thüringischen Frankenhausen, der am 10. März 1867 die Grabstätte für 30 Thaler auf 50 Jahre erwarb, erwähnte Michael Arnold. Im Zusammenhang mit der Frage nach dem ausführenden Künstler bezeichnete Heimatpfleger Werner Eberth das Denkmal als „schlichte Handwerksarbeit, die jeder bessere Steinmetz hätte liefern können“.
Nach Auskunft des Winkelser Ortsvorstehers vom 8. Januar 1867 verlangte Joseph Behr, der Eigentümer des in Frage kommenden Grundstücks, 15 Gulden als Entgelt. Am 24. Mai 1867 verkaufte Behr das Gelände mit einer Fläche von 1200 Quadratfuß für 25 Gulden an Hermann von Barczko, den Hauptmann des preußischen Infanterie-Regiments Nr. 19. Dessen Rechte und Pflichten übernahm am 21. Dezember 1867 das Badkommissariat. Somit ist heute die Staatliche Kurverwaltung für die Anlage zuständig.
Das Denkmal wurde in dem von Schriftsteller Theodor Fontane verfassten Bericht über den Deutschen Krieg erwähnt, allerdings ohne den ausführenden Künstler zu nennen.
Auf einer um 1900 in Nüdlingen entstandenen Postkarte trägt die Grabanlage, in der den Namen der Bestatteten zufolge polnischstämmige Gefallene beigesetzt wurden, die Bezeichnung „Polen-Denkmal“. Eine Ausnahme bilden die Offiziere, die bis auf den ranghöchsten Offizier, Hauptmann Rudolph von Leszczynski, deutsche Namen tragen. Um 1935 wiederum wurde das Denkmal, dem Zeitgeist entsprechend, als „Preußendenkmal“ angesehen.